# Zygmunt Mierzwiak
Jan Zygmunt Mierzwiak (* 5. September 1929; † 22. März 2006) war ein deutscher Schauspieler.
Mierzwiak war ein Schauspieler, der zwischen 1964 und 1983 in verschiedenen Filmen und Serien in der DDR spielte.

## Filmographie
- 1964: Rose Bernd
- 1966: Geheimkommando Bumerang
- 1967: Geheimcode B/13
- 1967: Begegnungen
- 1968: Wege übers Land
- 1968: Der Kristallspiegel
- 1968: Heroin
- 1969: Sehnsucht nach Sabine
- 1970: Der rote Reiter
- 1970: Der Mörder sitzt im Wembley-Stadion
- 1971: Der Sonne Glut
- 1971: Die Verschworenen
- 1972: Aller Liebe Anfang
- 1972: Anfang am Ende der Welt
- 1974:Der Sandener Kinderprozeß
- 1974: Der Tag, der nicht stirbt
- 1977: Ernst Schneller
- 1978: Über sieben Brücken mußt du gehn
- 1980: Archiv des Todes
- 1969, 1976 und 1983: Der Staatsanwalt hat das Wort